# Oscar Zubía
Oscar Zubía (Montevideo, 8 febbraio 1946) è un allenatore di calcio ed ex calciatore uruguaiano, di ruolo attaccante.

## Carriera

### Club
Iniziò la sua carriera nel River Plate di Montevideo, si guadagnò, grazie alle sue prestaizoni, un posto nella Nazionale di calcio dell'Uruguay.
Nel 1970 passò al Peñarol, la prima squadra che gli permise, nel 1971, di giocare per la prima volta nella Coppa Libertadores.
Nel 1972 lasciò l'Uruguay per andare a giocare nel LDU Quito, in Ecuador. Aiutò la squadra a conquistare i suoi primi due campionati nazionali.

### Nazionale
Prese parte, insieme alla Nazionale di calcio dell'Uruguay, al campionato del mondo 1970 dove finì la competizione al quarto posto.
Con la Nazionale di calcio dell'Uruguay, Dal 28 maggio 1968 al 10 febbraio 1971, Zubía ha totalizzato 15 presenze nelle quali ha segnato 4 gol.

## Palmarès

### Club

#### Competizioni nazionali
- Campionato ecuadoriano: 2

LDU Quito: 1974, 1975